# Cerkev sv. Jedrti, Melviče
Rimskokatoliška župnijska cerkev Melviče (nemško Mellweg) se nahaja v mestni občini  Šmohor - Preseško jezero v  Spodnji Ziljski dolini  v političnem okraju Šmohor na avstrijskem Južnem Koroškem. Župnijska cerkev ima za zavetnico Sveto Gertrudo in spada v dekanijo Šmohor v Krški škofiji.

## Zgodovina cerkve
Cerkev je bila zgrajena okoli leta 1400. Leta 1844 so ladjo podaljšali za eno polje. 

## Arhitektura
Stavbo sestavljajo ladja s petimi polji in dvonadstropni prezbiterij s triosminskim obokom. Kvadratni stolp na južni strani kora z  dvodelnimi, okroglo zaključenimi zvočnimi okni je zaključen s koničasto šlemno streho. Nad okroglo obokanim zahodnim portalom je okroglo okno. Leta 1998 je bila odkrita freska skupine križanja z Arma Christi, naslikana okoli leta 1400.
Nad štirimi prvotnimi polji ladje počiva mrežast rebrasti sklepnik na konzolah. Zahodni trakt je sklenjen s sodčastim obokom. Vdolbeni, okroglo obokani triumfalni obok povezuje ladjo s korom z zvezdastorebrastim sklepnikom na konzolah. V dveh dvodelnih poznogotskih oknih z okroglim obokom na koncu prezbiterija je ohranjena prvotna traktika ožjega loka. Z južne strani kora vodi okroglo obokan portal z železnimi okvirnimi vrati v križno obokano zakristijo v nadstropju stolpa. Freska s procesijo in Poklon čarovnikov na severni steni ladje je nastala okoli leta 1400 in je bila razdrobljena zaradi poznejše vgradnje okna. 

## Notranja oprema
Glavni oltar iz tretje četrtine 18. stoletja s tridelno odprto stebriščno konstrukcijo in žrtvenimi portali nosi v sredini kip svete Getrude pod baldahinom, ob katerem stojita sveti Agata in Katarina. Figure nad portali oltarja prikazujejo sveto Katarino in sveto Barbaro. Oltarni nastavek tvori pol dolg izrezljan relief Device z otrokom iz okoli leta 1520.
Orgle, ki jih je leta 1870 postavil koroško slovenski izdelovalec orgel Josef Grafenauer (1824-1889) iz Brda pri Šmohorju stojijo na baročni leseni galeriji s poslikanim osrednjim medaljonom svetega Laurencija.
Levi stranski oltar iz tretje četrtine 17. stoletja vsebuje v osrednji niši Božjo mater z otrokom, v sredini pa je upodobljeno kronanje Device Marije.
Desni stranski oltar iz sredine 17. stoletja nosi skupino figur svetega Martina, ki deli svoj plašč, v zgornji sliki pa prikazuje svetega Jurija, ki se bori z zmajem.
Prižnica je nastala sredi 18. stoletja, lesena krstilnica pa okoli leta 1780.